# Aunty Donna: Scheciuri, cântece și râsete
Aunty Donna: Scheciuri, cântece și râsete (în engleză Aunty Donna's Big Ol' House of Fun) este un serial de televiziune americano-australian de scheci comic, transmis pe Netflix, creat de membrii grupului australian de comedie Aunty Donna. A avut premiera la 11 noiembrie 2020. Primul sezon a avut 6 episoade a câte 17–23 minute fiecare. Muzica serialului a fost compusă în întregime de Tom Armstrong, un membru al grupului de scheci comic.

## Distribuție

### Roluri principale

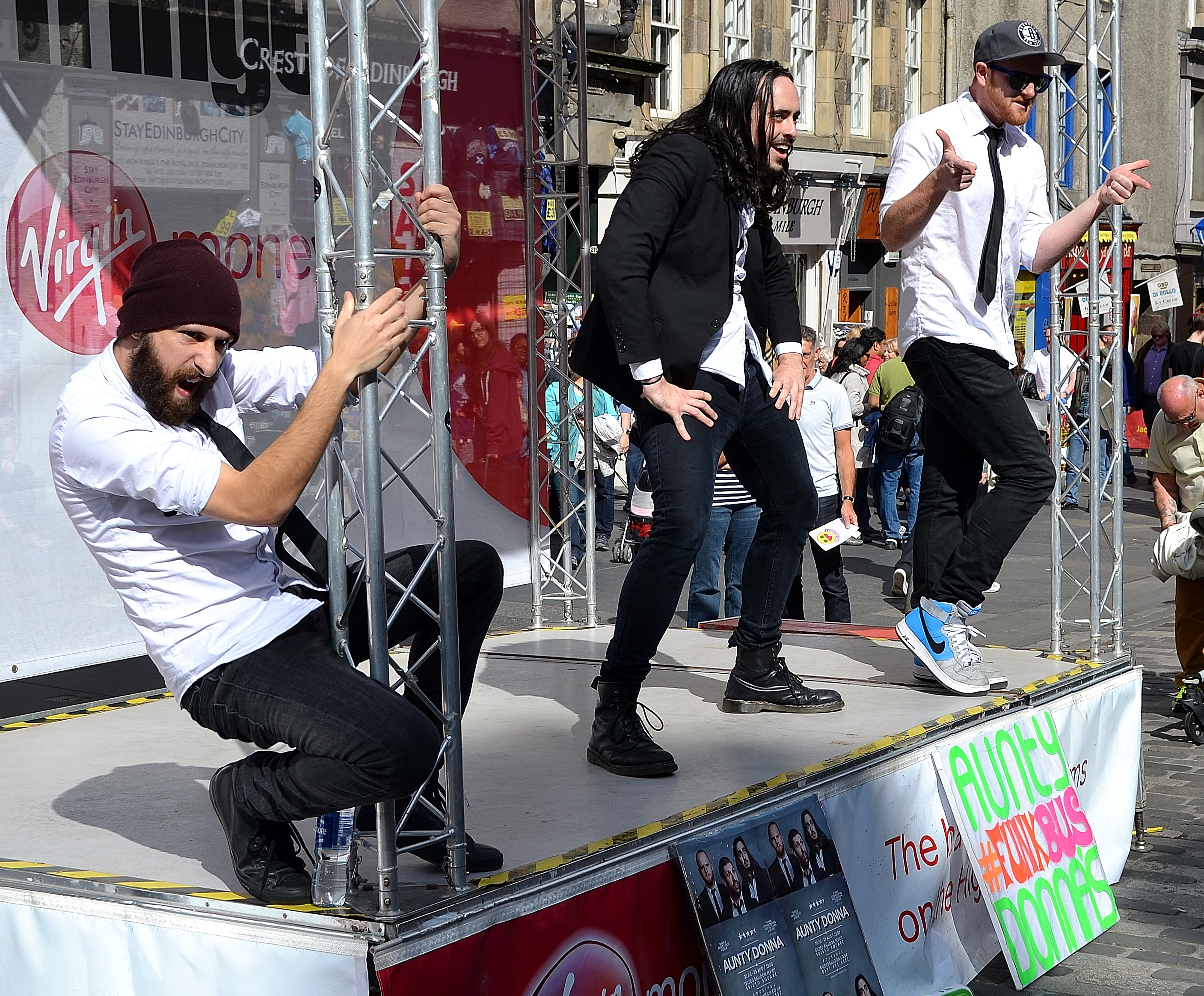
Cei trei membri ai trupei: Mark, Broden și Zachary

Cei trei membri ai trupei apar în spectacol, dar ca niște caricaturi fictive, precum și mai multe personaje extrase din universul comic Aunty Donna.
- Mark Samual Bonanno 
  - Janiel
  - Adam
- Broden Kelly
  - Cowdoy
  - Sam Scoțianu' Africanu' de Sud
  - Ellen DeGeneres
- Zachary Ruane
  - Sam Neo-zeelandezu' Africanu' de Sud
  - Moogie-Woogie
  - Danuary
  - Blair Buoyant

### Invitați
- Randy Feltface - rolul său
- Kristen Schaal ca mașina de spălat vase
- Karan Soni ca Jerry Seinfeld
- Ed Helms ca el însuși / Egg Helms
- Kia Stevens ca ea însăși / Awesome Kong
- Ronny Chieng ca Voice-Over
- Antony Starr ca Stray Man
- Sarah Burns ca Pirat
- Jack Quaid ca jucător de baschet
- "Weird Al" Yankovic ca el însuși și Lindsay
- Scott Aukerman ca ofițer de poliție 1
- Mary Sohn ca ofițer de poliție 2
- Tawny Newsome ca Regina Angliei
- Paul F. Tompkins ca Jukebox
- Ify Nwadiwe ca paznic
- Michelle Brasier - diverse
- Ben Russell - diverse
- Rekha Shankar - diverse
- Robert Pieton - diverse pălării (Hat)

## Episoade
| Nr. în serial | No. in season | Titlu                   | Regizat de | Scris de    | Data lansării     |
| ------------- | ------------- | ----------------------- | ---------- | ----------- | ----------------- |
| 1             | 1             | „Colegi de apartament”  | Max Miller | Aunty Donna | 11 noiembrie 2020 |
| 2             | 2             | „Comoară ascunsă”       | Max Miller | Aunty Donna | 11 noiembrie 2020 |
| 3             | 3             | „Olimpiadă împiedicată” | Max Miller | Aunty Donna | 11 noiembrie 2020 |
| 4             | 4             | „Întâlniri romantice”   | Max Miller | Aunty Donna | 11 noiembrie 2020 |
| 5             | 5             | „Activități nocturne”   | Max Miller | Aunty Donna | 11 noiembrie 2020 |
| 6             | 6             | „Un dineu aparte”       | Max Miller | Aunty Donna | 11 noiembrie 2020 |